# Stomosis flavoscutellata
Stomosis flavoscutellata är en tvåvingeart som beskrevs av Malloch 1925. Stomosis flavoscutellata ingår i släktet Stomosis och familjen sprickflugor. Inga underarter finns listade i Catalogue of Life. Artens utbredningsområde är Australien.